# Meine Stunden mit Leo
Meine Stunden mit Leo (Originaltitel Good Luck to You, Leo Grande) ist ein Film von Sophie Hyde, die Ende Januar 2022 beim Sundance Film Festival ihre Premiere feierte und Mitte Juli 2022 in die deutschen Kinos kam.

## Handlung
Nancy Stokes ist pensionierte Lehrerin für Religion und Ethik und seit zwei Jahren Witwe. Ihr verstorbener Mann Robert bot ihr zwar ein Zuhause, doch der Sex mit ihm war eintönig und zielte nur auf seine schnelle Befriedigung ab. Mit anderen Männern war sie bisher nicht intim und hatte nie einen Orgasmus. Nun sehnt sich Nancy nach Erweiterung ihres sexuellen Spektrums. Daher bucht sie einen jungen Sexarbeiter namens Leo Grande und verabredet sich mit ihm in einem Hotelzimmer in London. Er sieht genauso gut aus wie auf dem Foto, das er ihr geschickt hat. Er erklärt ihr, dass er sich durch die Sexarbeit nicht ausgebeutet fühle und an jeder Frau etwas finde, das ihn errege, sodass er für den Sex mit ihr keine „kleinen blauen Pillen“ brauche. Trotz Leos Offenheit hat Nancy große Schwierigkeiten, sich ihm körperlich zu nähern. Immer wieder lenkt sie zu Gesprächen über die Familie über, erzählt von ihrem langweiligen Sohn und der chaotischen Tochter und fragt ihn über seine Familie aus. Dabei wird deutlich, dass Leos Mutter und Bruder nichts von der Sexarbeit wissen, sondern denken, Leo arbeite auf einer Bohrinsel. Leo vermisst seinen jüngeren Bruder, seine Mutter aber hat sich schon lange von ihm losgesagt.
Für das zweite Treffen hat Nancy eine Art Ablaufplan mit sexuellen Praktiken aufgeschrieben, den sie Leo am Anfang übergibt. Ihre Hemmungen sind immer noch sehr groß, doch sie fängt an, Leo zu berühren. Eine dramatische Wendung bringt das dritte Treffen: Nancy hat durch Nachforschungen über Leos wahre Identität seinen Namen herausgefunden und teilt ihm das mit. Sie begründet ihr Verhalten damit, dass sie habe herausfinden wollen, wer er wirklich sei, und an seinem Leben teilhaben wolle. Sie könne gern mit seiner Mutter reden. Leo wird wütend, weil Nancy unter Missachtung der Regeln in sein Privatleben eingedrungen ist. Seine Mutter habe ihn mit 15 Jahren sich selbst überlassen und sei so wie Nancy, die von oben herab über ihre Kinder urteile. Seine Mutter habe ihn entweder gar nicht gesehen oder aber Erwartungen an ihn gehabt, die er nicht erfüllt habe. Er zieht sich an und erklärt die Treffen mit Nancy für beendet. Bei der Suche nach seinem Handy, das sich am Ende unter einem Sessel findet, bringt er einige Unordnung in das Hotelzimmer.
Dennoch verabreden sich die beiden später wieder, diesmal für einen Kaffee in der Hotellobby. Die Kellnerin Becky erkennt Nancy als ihre ehemalige Lehrerin und spricht sie mit ihrem richtigen Namen Mrs. Robinson an. Leo hat nach dem letzten Treffen mit Nancy seinem Bruder erzählt, womit er wirklich seinen Lebensunterhalt verdient; dieser hat ohnehin etwas in dieser Richtung vermutet. Die Mutter, so der Bruder, spreche immer noch nicht von Leo. Nancy erfährt von Leo, dass seine Mutter zusammen mit einer Nachbarin in ein Treffen von Leo und seinen Freunden hineinplatzte, bei dem es zu sexuellen Begegnungen gekommen war. Sie habe sich erniedrigt und beschämt gefühlt und Leo verstoßen. Auch bei Nancy haben die Treffen zu einem Bewusstseinswandel geführt: Sie entschuldigt sich bei der verblüfften Becky dafür, sie als Schülerin wegen eines zu kurzen Rockes als Schlampe beschimpft zu haben. Nancy gesteht Becky, dass sie sich mit Leo zum Sex verabredet hat, und die beiden gehen ins Hotelzimmer. Nancy kann den Sex nun genießen und hat, während Leo nach einem Sexspielzeug sucht, beim Masturbieren einen Orgasmus. Sie gehen mit guten Wünschen füreinander für immer auseinander. Nancy betrachtet sich nackt im Spiegel: Ihre Körperwahrnehmung hat sich grundlegend verändert.

## Produktion

### Regie und Drehbuch

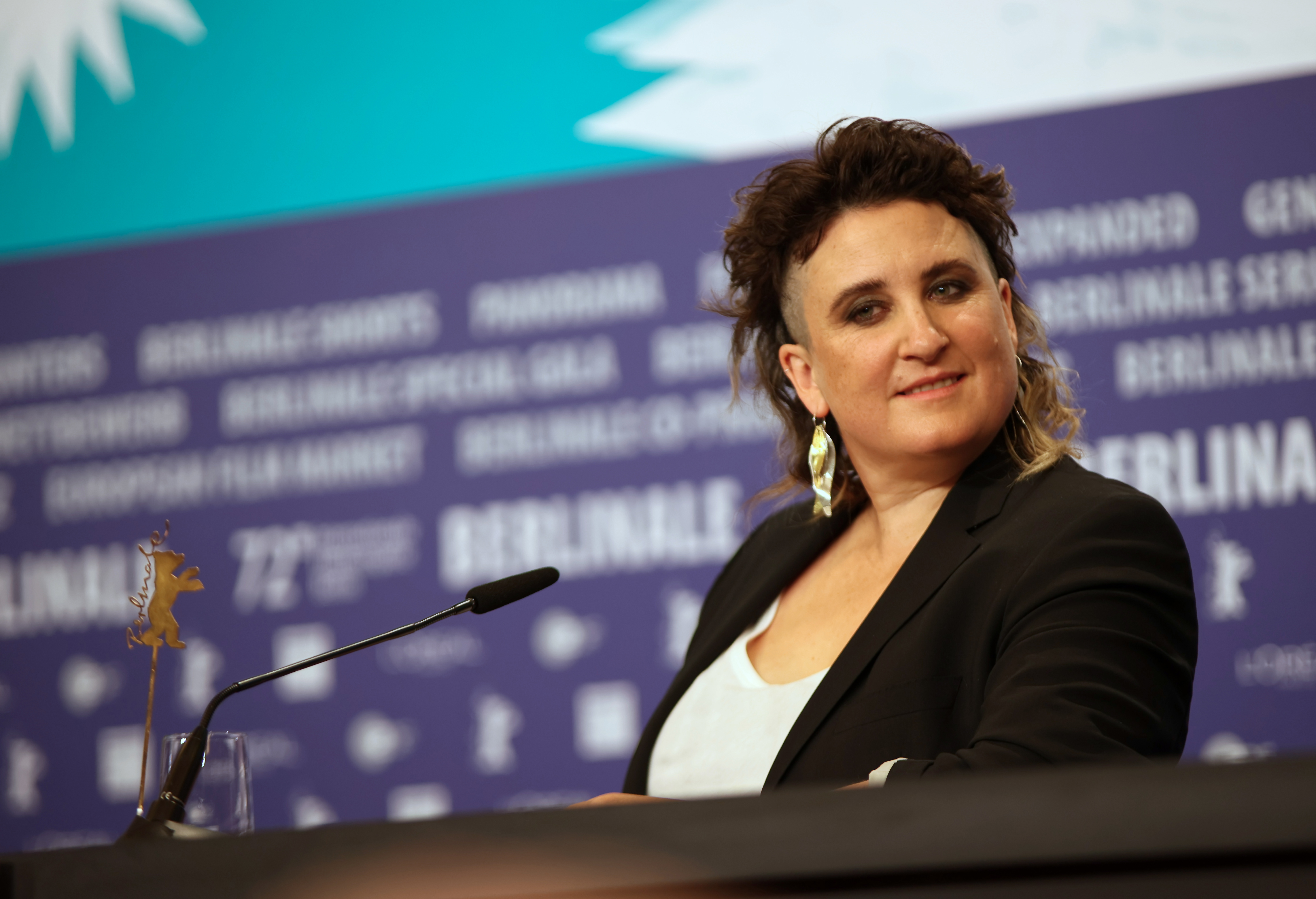
Sophie Hyde, die Regisseurin des Films, auf der Berlinale 2022

Regie führte Sophie Hyde. Die Australierin ist Gründungsmitglied des Filmkollektivs Closer Productions, realisierte mehrere erfolgreiche abendfüllende Dokumentarfilme und ist Creator, Produzentin und Regisseurin der mehrfach preisgekrönten Serien F*!#ing Adelaide und The Hunting.
Das Drehbuch schrieb Katy Brand.

### Besetzung, Synchronisation und Dreharbeiten
Die Oscar- and BAFTA-Gewinnerin Emma Thompson spielt Nancy Stokes, der irische Schauspieler Daryl McCormack spielt in der Titelrolle Leo Grande. Isabella Laughland spielt Nancys ehemalige Schülerin Becky, die im Hotelrestaurant als Kellnerin arbeitet.
In Vorbereitung auf das Projekt sprachen McCormack und Hyde mit echten Sexarbeitern, um den Beruf im Film authentischer darstellen zu können. Hyde sagte, die Erfahrung habe ihr tiefen Respekt für das Können und die Sorgfalt gegeben, die viele Sexarbeiterinnen in ihren Beruf einbringen. „Ich war erstaunt, wie geschickt diese Leute, mit denen ich sprach, darin waren, einen anderen Menschen zu verstehen und zu lesen, besonders wenn es um Dinge wie ihren Körper und ihre Sexualorgane geht“, so Hyde.
Über eine Szene im Film, in der sich Nancy völlig nackt im Spiegel betrachten und mit dem zufrieden sein muss, was sie sieht, sagte Thompson gegenüber Variety: „Das wohl Schwierigste, was ich je tun musste, war, entspannt zu stehen und meinen Körper zu betrachten, ohne über ihn zu urteilen.“ Wir seien es gewohnt, unseren Körper nicht zu mögen, und wir seien schon sehr früh darauf konditioniert worden, dies zu tun, weil sie nicht den unerreichbaren und eigentlich grausamen Idealen entsprechen, die uns gezeigt werden, so die Schauspielerin. In einem anderen Interview merkte Thompson an, sie sei schon immer eine bekennende, militante Feministin gewesen, wenn es um den weiblichen Körper und das, was diesem angetan wurde, geht.
Die deutsche Synchronisation entstand nach einem Dialogbuch und der Dialogregie von Kathrin Simon im Auftrag der Münchner Synchron GmbH. Felix Mayer leiht in der deutschen Fassung Leo seine Stimme, Monica Bielenstein seiner Kundin Nancy Stokes.
Die Dreharbeiten fanden in Norwich im County Norfolk, etwa hundert Meilen von London entfernt, statt. Als Kameramann fungierte Bryan Mason.

### Filmmusik und Veröffentlichung
Die Filmmusik komponiert Stephen Rennicks. Das Soundtrack-Album mit insgesamt 15 Musikstücken wurde am 17. Juni 2022 von MovieScore Media als Download veröffentlicht.
Erste Vorstellungen des Films erfolgten ab dem 22. Januar 2022 beim Sundance Film Festival. Ab 12. Februar 2022 wurde der Film bei den Internationalen Filmfestspiele in Berlin vorgestellt. Auch Hydes Spielfilmdebüt 52 Tuesdays wurde dort im Jahr 2014 in der Sektion Generation gezeigt und mit einem Gläsernen Bären ausgezeichnet. Im Juni 2022 wurde er beim Tribeca Film Festival, beim Sydney Film Festival und beim Sundance London gezeigt. Ebenfalls im Juni 2022 wurde der Film nochmals im Rahmen von Berlinale Goes Open Air gezeigt. Am 17. Juni 2022 wurde der Film in das Programm von Hulu aufgenommen und kam am gleichen Tag in die Kinos im Vereinigten Königreich. Anfang Juli 2022 wurde der Film beim Internationalen Filmfestival Karlovy Vary in der Sektion Horizons gezeigt. Der Kinostart in Deutschland erfolgte am 14. Juli 2022. Im August 2022 wurde er beim norwegischen Filmfestival in Haugesund vorgestellt. Am 29. November 2022 veröffentlichte EuroVideo den Film in Deutschland auf DVD.

## Rezeption

### Kritiken
Von den bei Rotten Tomatoes aufgeführten Kritiken sind 94 Prozent positiv bei einer durchschnittlichen Bewertung mit 7,8 von 10 möglichen Punkten, womit er aus den 23. Annual Golden Tomato Awards als Drittplatzierter unter den Filmkomödien des Jahres 2022 hervorging. Auf Metacritic erhielt der Film einen Metascore von 78 von 100 möglichen Punkten. Immer wieder wurde dabei bemerkt, es scheine, als sei das Drehbuch für Good Luck to You, Leo Grande als ein Theaterstück geschrieben. Wie ein Zweipersonenstück aufgebaut und in einem einzigen Hotelzimmer spielend, könne dieses auch im West End gezeigt werden.

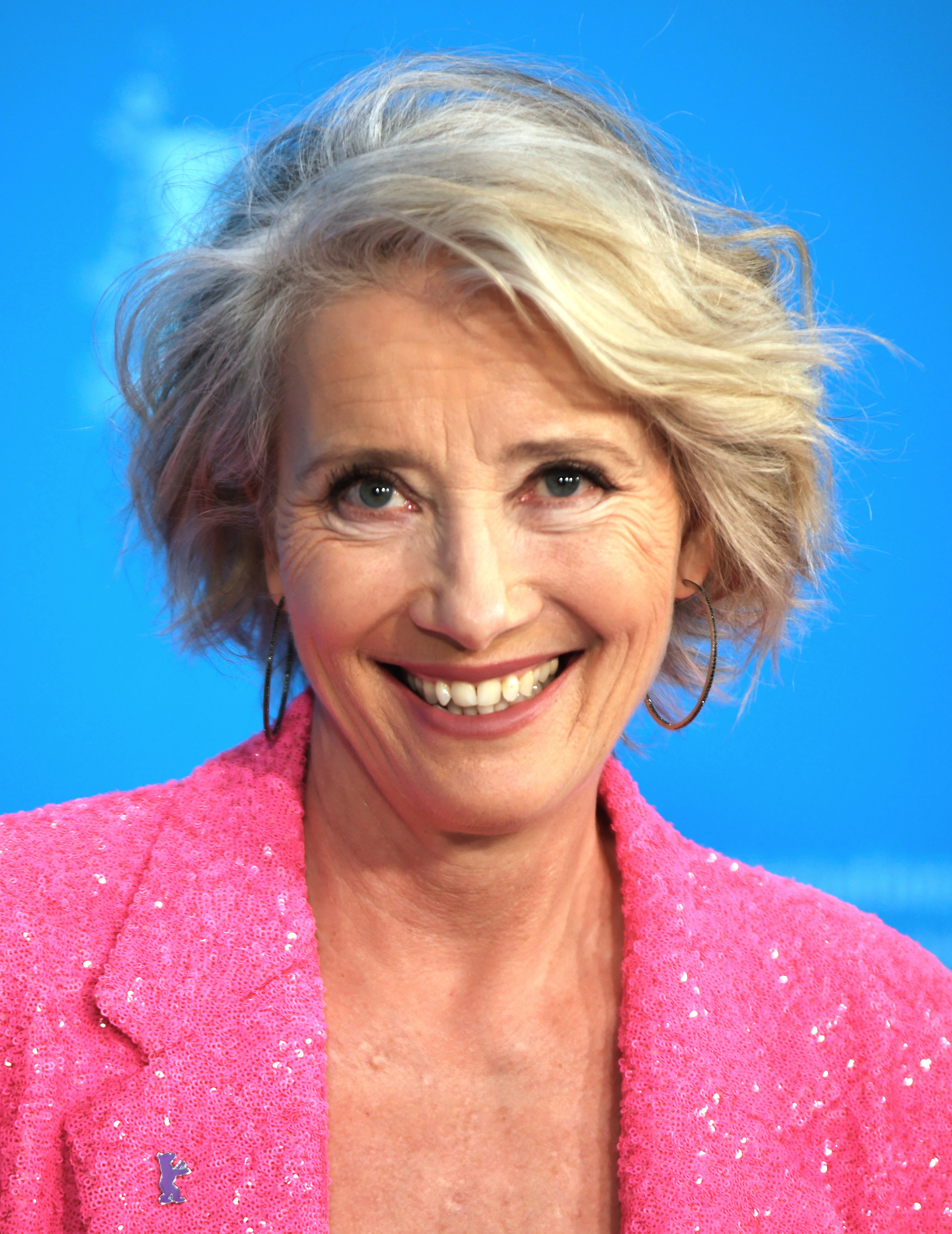
Emma Thompson, hier im Februar 2022 bei der Berlinale, spielt Nancy Stokes

Leslie Felperin von The Hollywood Reporter bemerkt, wenn der Zuschauer glaube, der Film würde sich in Richtung Pretty Woman bewegen, in dem die männliche und die weibliche Hauptrolle vertauscht sind, werde er eine Überraschung erleben. Leo und Nancy nicht beim Sex zu zeigen, sei ein im Arthouse-Film nicht selten zu beobachtender Schachzug, den auch Sophie Hyde anwendet. Lediglich durch ihre anschließenden Gespräche werde deutlich, wie sie die Nummer empfunden habe. Als Nancy einmal nach dem Sex vor einem Ganzkörperspiegel steht, völlig nackt und so ausgeleuchtet, dass man jeden Dehnungsstreifen und jede Cellulite-Beule sehen kann, schaffe es Emma Thompson so sexy und verführerisch auszusehen, wie wahrscheinlich niemals zuvor in ihrer gesamten Karriere. Auch wenn es schwer falle, ihr die Rolle der grauen Maus und ehemaligen Schullehrerin abzukaufen, sei die Figur letztlich so liebenswert, dass man ihr nicht widerstehen könne. Daryl McCormack, der sich in seiner Rolle gegen sie behaupten muss, könne dies auf bewundernswerte Weise, so Felperin. Die Kamera liebe ihn, besonders sein Mimenspiel und sein ausdrucksstarkes Gesicht, während er dasitzt und Nancy zuhört.
Von der Deutschen Film- und Medienbewertung wurde Meine Stunden mit Leo mit dem Prädikat Besonders wertvoll versehen. In der Begründung heißt es, es gelinge den beiden Hauptdarstellern, glaubhafte Personen zu kreieren, die echtes Interesse aneinander entwickeln und miteinander harmonieren, und die weitgehende Konzentration auf das Hotelzimmer als einzigen Ort der Handlung unterstütze das Gefühl der Intimität. Die Szene, in der Nancy völlig nackt vor einem Spiegel steht und zusammen mit dem Publikum ganz ungeschönt ihren Körper betrachtet, sei eine ungeheuer mutige Aktion der Schauspielerin Emma Thompson und der Höhepunkt eines Films, der in augenscheinlicher Leichtigkeit von der Tragik und der Emanzipation einer Frau erzählt, der es gelingt, nicht nur ihren eigenen Körper zu akzeptieren, sondern auch die unterschiedliche Haltung verschiedener Personen und Generationen zur Sexualität.

### Auszeichnungen
Im Rahmen der Verleihung der British Academy Film Awards 2023 befindet sich der Film in Longlists in den Kategorien Bester britischer Film, Bestes Drehbuch und Bester Debütfilm und Emma Thompson als Beste Hauptdarstellerin und Daryl McCormack als Bester Hauptdarsteller. Im Folgenden weitere Nominierungen und Auszeichnungen.
Alliance of Women Film Journalists Awards 2023
- Auszeichnung für die Gewagteste Leistung (Emma Thompson)
- Nominierung als Beste Schauspielerin (Emma Thompson)[30]

Black Reel Awards 2023
- Nominierung als Bester Nachwuchsschauspieler (Daryl McCormack)[31]

British Academy Film Awards 2023
- Nominierung als Bester britischer Film (Sophie Hyde, Debbie Gray, Adrian Politowski und Katy Brand)
- Nominierung als Beste Hauptdarstellerin (Emma Thompson)
- Nominierung als Bester Hauptdarsteller (Daryl McCormack)
- Nominierung als Bester Nachwuchsdarsteller (Daryl McCormack)
- Nominierung für die Beste Nachwuchsleistung (Katy Brand)[32]

British Independent Film Awards 2022
- Nominierung als Bester britischer Independent-Film (Sophie Hyde, Katy Brand, Debbie Gray und Adrian Politowski)
- Nominierung für die Beste Regie (Sophie Hyde)
- Nominierung für das Beste Drehbuch (Katy Brand)
- Nominierung als Beste gemeinsame Hauptdarsteller (Daryl McCormack und Emma Thompson)[33]

Golden Globe Awards 2023
- Nominierung als Beste Hauptdarstellerin – Komödie oder Musical (Emma Thompson)[34]

Irish Film & Television Awards 2023
- Nominierung als Bester Hauptdarsteller (Daryl McCormack)
- Nominierung für die Beste Filmmusik (Stephen Rennicks)[35]

London Critics’ Circle Film Awards 2023
- Nominierung für die Beste britische Nachwuchsregie (Katy Brand)
- Nominierung als Beste britische Darstellerin (Emma Thompson, auch für Roald Dahls Matilda – Das Musical)[36]

Norwegisches Filmfestival Haugesund 2022
- Lobende Erwähnung[37]

Provincetown International Film Festival 2022
- Auszeichnung als Bester Spielfilm mit dem Publikumspreis (Sophie Hyde)[38]

Satellite Awards 2022
- Nominierung als Beste Hauptdarstellerin – Comedy or Musical (Emma Thompson)[39]